# James Iha
James Yoshinobu Iha (jap. 井葉吉伸, Iha Yoshinobu lub ジェームス・イハ, Jēmusu Iha; ur. 26 marca 1968 w Chicago w stanie Illinois) – amerykański muzyk pochodzenia japońskiego. Najlepiej znany jako gitarzysta w alt rockowym zespole The Smashing Pumpkins, a także jako członek grupy A Perfect Circle. Obecnie mieszka na Manhattanie w Nowym Jorku, gdzie zarządza niezależną wytwórnią muzyczną Scratchie Records, razem z Adamem Schlesingerem. Obaj, a także Andy Chase z zespołu Ivy posiadają również własne studio muzyczne o nazwie Stratosphere Sound.

## Młodość i pochodzenie
Iha uczęszczał do szkoły średniej w Elk Grove Village w stanie Illinois, którą to miejscowość nazwał „nudnym chicagowskim przedmieściem dla klasy średniej” Był średnim uczniem, ale udało mu się dostać na studia graficzne na Loyola University Chicago, z których ostatecznie zrezygnował, aby poświęcić się pracą z The Smashing Pumpkins.
Iha należy do drugiego pokolenia Japończyków w USA i słabo zna język japoński. Podobnie do swojego byłego kolegi z zespołu, Billy’ego Corgana, posiada niepełnosprawnego brata.

## The Smashing Pumpkins
W roku 1987 Iha, wówczas gitarzysta w chicagowskim zespole Snake Train, spotkał Billy’ego Corgana za pośrednictwem swojego znajomego. Obaj postanowili założyć nową grupę, którą nazwali The Smashing Pumpkins. Iha pozostał jej członkiem aż do rozpadu w roku 2000.
Wkrótce Iha przeżył romans z basistką grupy, D’arcy Wretzky, jednak para zerwała ze sobą tuż przed występem zespołu na Reading Festival w 1992 roku. Mimo tego ostatecznie utrzymali ze sobą bliską znajomość, zaś sam Iha nazywa Wretzky swoją najlepszą przyjaciółką.
Iha napisał i zaśpiewał wiele piosenek The Smashing Pumpkins, w tym „Blew Away” (Pisces Iscariot), „Bugg Superstar” (Vieuphoria), „Take Me Down” (Mellon Collie and the Infinite Sadness), „...Said Sadly”, „Believe”, „The Boy”, „The Bells” (The Aeroplane Flies High), „Summer” (singel „Perfect”) i „Go” (Machina II/The Friends & Enemies of Modern Music). Razem z Corganem jest również współautorem takich utworów, jak „I Am One” (Gish), „Soma”, „Mayonaise” (Siamese Dream), „Plume” (Pisces Iscariot) oraz „Farewell and Goodnight” (Mellon Collie and the Infinite Sadness). Użyczył także wokalu w coverach utworów „A Night Like This” (The Cure) i „Terrapin” (Syd Barrett). Podczas pracy z grupą, Iha pojawił się gościnnie na nagraniach grup Ivy i The Sounds.
Mimo że Iha został wymieniany w wydawnictwach grupy jako pierwszy gitarzysta, Corgan po jakimś czasie zaczął niwelować jego wkład w nagrania, mówiąc w 2007 roku, że on sam i Jimmy Chamberlin byli odpowiedzialni za „dziewięćdziesiąt siedem procent” materiału, który znalazł się na płytach.
Iha często był uważany za „cichego” członka grupy, choć znany był z improwizowanych dowcipów i sesji rap.
W 1998 roku muzyk wydał swój jedyny do tej pory album solowy, Let It Come Down, ale nie odniósł on większego sukcesu. Wydano z niego jeden singel, „Be Strong Now”, do którego nakręcono teledysk.
Podczas gdy Corgan i Chamberlin reaktywowali The Smashing Pumpkins, Iha nie przyłączył się do nich, zaznaczając, że nie rozmawiał od lat z tym pierwszym.

## Po rozpadzie grupy

### 2001–2004: A Perfect Circle, występy gościnne, Japonia
Od rozpadu The Smashing Pumpkins w roku 2000 Iha brał udział w wielu projektach. Nadal udzielał się w nagraniach innych artystów, między innymi w utworze „Don't Be Sad” z albumu Pneumonia grupy Whiskeytown wydanej w roku 2001, a także na płycie Beyond the Calm of the Corridor zespołu The Blank Theory, z którym występował też na żywo. Poza tym, muzyk miał swój wkład w niemal wszystkich wydawnictwach grup Ivy i Fountain of Wayne. Andy Chase z Ivy oraz Adam Schlesinger z obu grup mieli również swój udział w większości piosenek wyprodukowanych przez Ihę dla innych artystów. Schlesinger po raz pierwszy wystąpił w utworze „The Bells”, znajdującym się na singlu „Thirty-Three” The Smashing Pumpkins.
W lipcu 2003 roku Iha dołączył do grupy A Perfect Circle na czas trasy koncertowej promującej album Thirteenth Step. Od wtedy wziął udział w nagraniu albumu eMOTIVe w 2004, a także remiksach utworów Blue i Outsider. Również w roku 2003 muzyk zaczął współpracę z Vanessa and the O's. Zespół wydał EPkę Plus Rien w Szwecji, aby następnie nagrać album „La Ballade d'O”, rozpowszechniany przez ich własną wytwórnię RushmoreRecodings.
Nieco później Iha zajął się projektami związanymi z Japonią. Wyprodukował dwa utwory piosenkarki Chary, zawarte na jej albumie Madrigal. Piosenki noszą nazwy „Boku ni Utsushite” oraz „Skirt”. Do drugiego z nich powstał teledysk, w którym sam Iha gra rolę myśliwego. Poza tym, z pomocą swojego menadżera, a zarazem długoletniego przyjaciela Isao Izutsu, zajął się projektowaniem odzieży pod marką Vapor, na rzecz której stworzył także swój pierwszy solowy utwór od czasu odejścia z The Smashing Pumpkins, noszący nazwę „Never Ever”.

### 2005-teraz: Ścieżki dźwiękowe, współpraca, remiksy, drugi album solowy
W 2004 grupa A Perfect Circle zawiesiła działalność. Większość roku Iha spędził jako DJ na ekskluzywnych przyjęciach w Nowym Jorku.
Latem 2005 roku muzyk zajął się ścieżką dźwiękową do japońskiego filmu Linda, Linda, Linda. Później, razem z Adamem Schlesingerem nagrał cover piosenki „Splish Splash” Bobby’ego Darina, który wszedł w skład soundtracku obrazu Dzięki tobie, Winn-Dixie. W tym samym roku nagrał partie gitarowe na płycie Team Sleep oraz zaśpiewał w duecie z Kazu Makino z grupy Blonde Redhead utwór „The Ballad of Bonnie and Clyde”, który znalazł się na albumie o nazwie Monsieur Gainsbourg Revisited, poświęconym Serge’owi Gainsbourgowi.
W lutym 2006 roku wydana została EPka In The Sun autorstwa Michaela Stipe'a i Chrisa Martina, którą wyprodukował Iha. Zyski z niej przeznaczono na rzecz ofiar Huraganu Katrina z Gulf Coast. Tytułowy utwór znalazł się w jednym z odcinków serialu Chirurdzy. Również z Michaelem Stipe’em zagrał na koncercie w Nowym Jorku 20 marca 2006.
31 marca serwis Pitchfork Media doniósł, że Iha weźmie udział w nagraniu albumu norweskiej piosenkarki Annie. Muzyk zremiksował także jeden z utworów z jej poprzedniej płyty, Anniemal. Wydana w październiku 2006 EPka Goodbye grupy The Postmarks również zawierała piosenkę zremiksowaną przez Ihę. Artsta po raz kolejny podjął współpracę z Schlesingerem przy produkcji nowego albumu zespołu America. Obaj pojawili się także na płycie Isobel Campbell. W końcu nagrał cover utworu „Judy Is a Punk” Ramones, powstałym z okazji trzydziestej rocznicy powstania japońskiej marki odzieżowej Beams.
W kwietniu 2007 Iha zremiksował utwór „Patiet Eye” grupy Midnight Movies. Również w kwietniu wystąpił na żywo z zespołem The Sounds.
Iha wspominał o chęci nagrania drugiego albumu solowego i prawdopodobnie wkrótce rozpocznie prace nad nim.
James obecnie zajęty jest promowaniem krążka grupy Tinted Windows, który ma się ukazać 21 kwietnia 2009 roku. Skład Tinted Windows to Taylor Hanson, Adam Schlesinger i Bun E. Carlos. Można już usłyszeć pierwsze piosenki, pt. „Kind of a Girl” oraz „Messing with my Head”.

## Dyskografia
- Let It Come Down (1998)

### Single
- „Be Strong Now”(1998)
- „Jealousy” (promo w Wielkiej Brytanii) (1998)

## Utwory The Smashing Pumpkins autorstwa Ihy

### Napisane przez Ihę
- „Blew Away” (Pisces Iscariot)
- „Bugg Superstar” (Vieuphoria, Earphoria)
- „Take Me Down” (Mellon Collie and the Infinite Sadness)
- „...Said Sadly” (The Aeroplane Flies High)
- „Believe” from (The Aeroplane Flies High)
- „The Boy” from (The Aeroplane Flies High)
- „The Bells” from (The Aeroplane Flies High)
- „Summer” (singel „Perfect”)
- „Go” (Machina II/The Friends & Enemies of Modern Music)

### Napisane wspólnie z Billym Corganem
- „I Am One” (Gish)
- „Soma” (Siamese Dream)
- „Mayonaise” (Siamese Dream)
- „Plume” (Pisces Iscariot)
- „Farewell and Goodnight” (Mellon Collie and the Infinite Sadness)

### Covery zaśpiewane przez Ihę
- Syd Barrett, „Terrapin” (singel I Am One)
- The Cure, „A Night Like This” (The Aeroplane Flies High)